# Caringbah South
Caringbah South ist ein Vorort an der Küste von Port Hacking im Süden von Sydney im Bundesstaat New South Wales, Australien. Er liegt 25 Kilometer südlich des Zentrums von Sydney im Verwaltungsgebiet von Sutherland Shire. Bei der Volkszählung 2021 lebten 13.168 Menschen in Caringbah South.
Caringbah South befindet sich auf einer Halbinsel an der Nordküste der Mündung von Port Hacking. Der Vorort bildet die östliche Grenze der Burraneer Bay und die westliche Grenze der Yowie Bay. Caringbah ist der einzige angrenzende Vorort im Norden, während Lilli Pilli, Dolans Bay und Port Hacking im Süden angrenzen.

## Geschichte
Caringbah South war ursprünglich Teil von Caringbah, wurde jedoch 2008 als eigenständiger Vorort erklärt.

## Bevölkerung
Laut der Volkszählung 2021 gab es in Caringbah South 13.168 Einwohner. Die Ureinwohner und Torres-Strait-Insulaner machten 1,2 % der Bevölkerung aus. 82,4 % der Einwohner wurden in Australien geboren. Die häufigsten anderen Geburtsländer waren England mit 3,7 % und Neuseeland mit 1,2 %. 88,7 % der Menschen sprachen zu Hause nur Englisch. Zu den weiteren zu Hause gesprochenen Sprachen zählten 1,5 % Griechisch und 0,8 % Italienisch. Die häufigsten Antworten für Religion waren 31,5 % Katholiken, 31,2 % keine Religion und 18,7 % Anglikaner. Das mittlere wöchentliche Haushaltseinkommen betrug 2721 US-Dollar, im Vergleich zum Durchschnitt von 1829 US-Dollar in New South Wales.